# Bojenișki Urvici
Bojenișki Urvici (în bulgară Боженишки Урвич) este o cetate ruinată, amplasată pe panta nordică a crestei Lakavișki, în vestul munților Balcani, la 3 km sud de satul Bojenița și la 20 km de orașul Botevgrad, Bulgaria. Este situată la altitudinea de 750 m deasupra nivelului mării.
Către locul de recreere Urvici duce un drum asfaltat. De acolo, o cărare marcată duce la rămășițele cetății. Calea durează în jur de 20 de minute pe jos. Secretele cetății au ieșit la suprafață în 1918, când, după o furtună, a fost descoperită o inscripție medievală printre rădăcinile unui copac doborât.

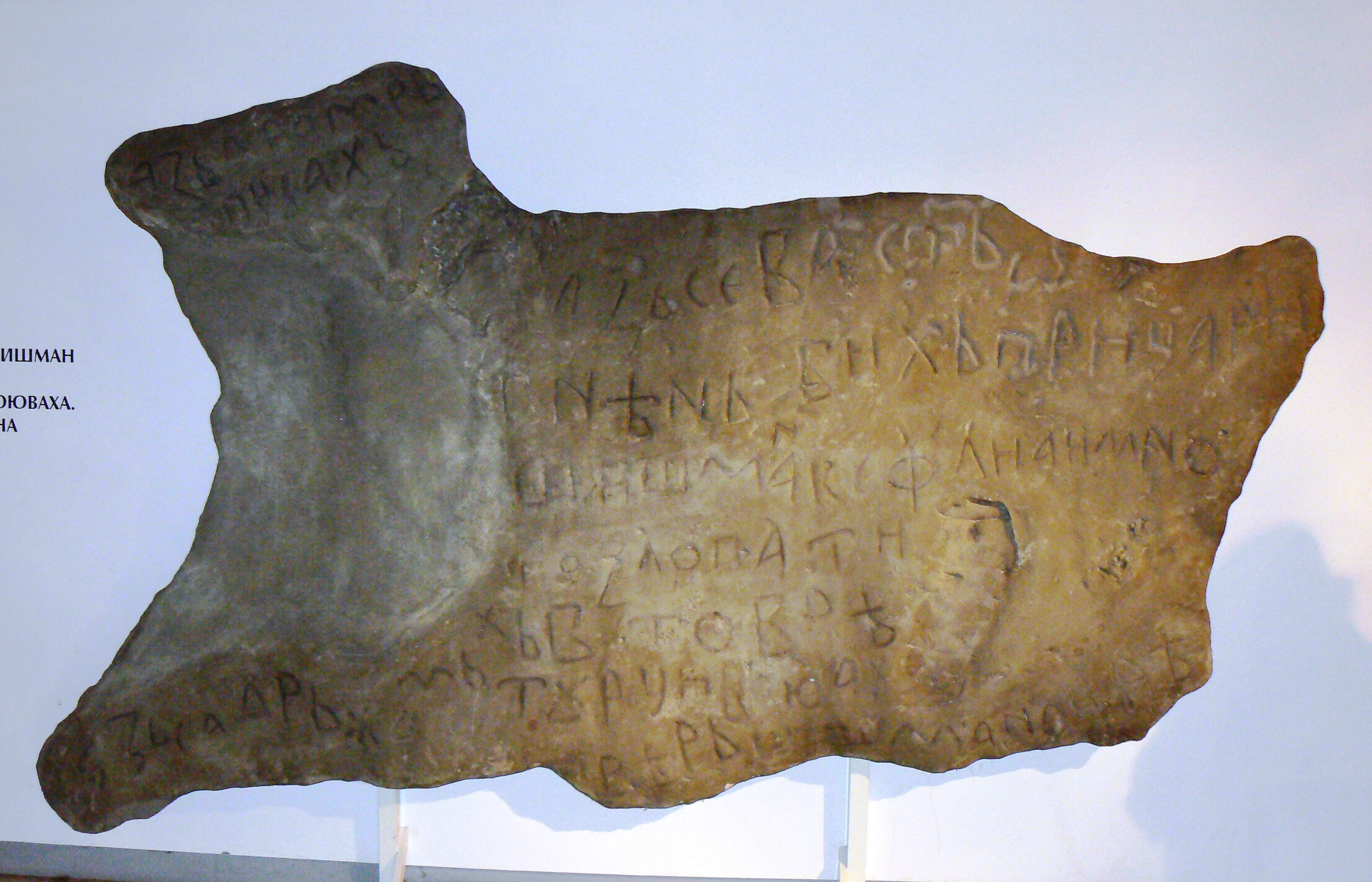
Copie a inscripției sevastului Ognian în

Inscripția Bojenișki a fost citită și interpretată pentru prima dată de către academicianul Petar Mutafciev⁠(d). Expertul a observat că autorul inscripției (cioplitorul în piatră) „nu a ținut cont de dimensiunea tabletei; acesta a început cu litere de dimensiuni mari, dar când a observat că nu îi mai rămâne loc, a început să scrie tot mai mărunt și mai mărunt...”. Inscripția poartă următorul mesaj:
Аз Драгомир писах. Аз, севаст Огнян, бях при цар Шишман кефалия и много зло патих. В това време турците воюваха. Аз поддържах вярата на Шишмана царя.  (bulgară)
„Eu, Dragomir, am scris. Eu, sevast Ognian, am fost un kefal al Regelui Șișman și am suferit mult. În același timp, se luptau turcii. Am păstrat credința în Regele Șișman.”
Potrivit exploratorilor, „valoarea istorică și filologică a inscripției Bojenișki a sevastului Ognian îmbogățește «arhiva de piatră» a Bulgariei medievale”.

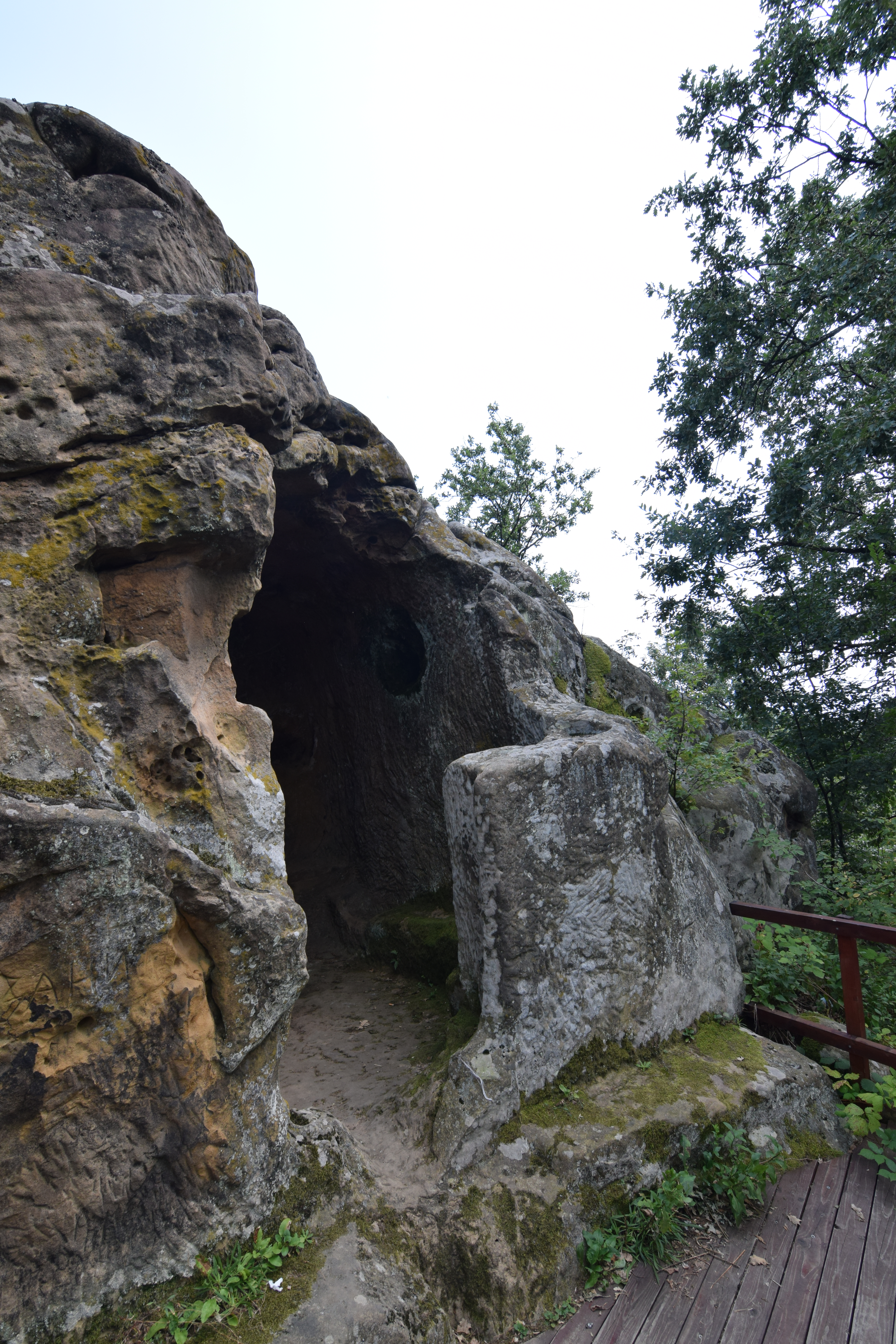
Capela rupestră

Potrivit cercetărilor arheologice efectuate în 1972, locul era locuit încă din preistorie, dar primele structuri ale cetății datează din secolele V-VI, când cetatea era una din unitățile sistemului de apărare a Imperiului Bizantin timpuriu. Apogeul dezvoltării cetatea l-a cunoscut în secolele XIII-XIV, în timpul celui de-al Doilea Imperiu Bulgar, când a fost ridicat zidul exterior. Acesta din urmă avea rolul unei bariere, la nord, unde este situată unica intrare dinspre satul Bojenița. Până la sfârșitul secolului al XIV-lea, cetatea a fost sediul boierului Ognen (Ognian), un guvernator local (kefal⁠(d)) în timpul domniei Regelui Ivan Șișman (anii de domnie 1371-1395).
Unul din cele mai importante puncte de interes este o cisternă de apă de 10 m adâncime, precum și o capelă rupestră în interiorul cetății. Un tezaur de monede de argint, datând din timpul domniei lui Ivan Șișman, a fost descoperit în apropierea porților, la adâncimea de 0,2-1,5 m. Sute de capete de săgeți și sulițe, precum și schelete ale soldaților, au fost dezgropate în apropierea zidurilor. Ele atestă lupta dintre sevastul Ognian și turci, în jurul anului 1395.
În 1966, cetatea medievală a fost declarată sit de importanță națională.